# Водозаборные сооружения
Водозабо́рные сооружения (также известны как водозаборный узел — ВЗУ, или каптаж) — сооружения для забора воды из источника, состоящие из ряда основных инженерных объектов:
- водозаборного устройства со станцией первого подъёма (обычно это погружные насосы);
- узел учёта воды из водосчетчиков — расходомеров;
- водоподготовки для доведения качества воды до норм питьевой воды;
- резервуара чистой воды (РЧВ);
- резервуара пожарного запаса (пожарный резервуар);
- насосной станции второго подъёма для поддержания давления и подачи воды потребителю в требуемом объёме;
- водонапорной башни (альтернатива насосной станции второго подъёма);
- станция пожаротушения (пожарные насосы);
- дренажная система выполняет отвод вод при аварийном переполнении резервуаров, подтоплении водозаборных сооружений.
- контрольно-измерительные приборы и автоматика (сокр. КИПиА или КИПиС) следят за работоспособностью оборудования, регулируют расходы воды, ведут журналы изменений характеристик: уровней, расхода воды, аварийных ситуациях и т. п., выполняет автоматическое обслуживание оборудования, например, автоматическая промывка станции водоподготовки. Полный перечень выполняемых автоматически действий зависит от конкретных требований технического задания Заказчика к объекту водозаборного узла;

Большие (перекачивающие свыше 10 000 м³/сут.) водозаборные сооружения могут иметь собственную инфраструктуру: электрическую подстанцию, газораспределительную подстанцию (ГРП), котельную, диспетчерский пункт с возможностью нести вахту, лабораторию для контроля качества воды и прочее.
Место для размещения водозаборного сооружения, так называемый землеотвод, должно быть согласовано с государственным органом санитарно-эпидемиологического надзора и удовлетворять санитарно-эпидемиологическим (СанПиН) и строительным нормам (СНиПам) и пр.

## Классификация водозаборных сооружений
По характеристикам источника водозаборы разделяют на подземные и поверхностные. Подземные источники водоснабжения, как правило, отличаются более стабильными характеристиками качества воды и относительной защищенностью от загрязнения с поверхности. Поверхностные источники водоснабжения отличаются высокой производительностью, но требуют постоянного надзора за соблюдением санитарно-технического состояния территории поверхностного источника: озера, реки, водохранилища.

### Подземные источники водоснабжения
Подземные воды, согласно п.5.3. СНиП 2.04.02-84* Архивная копия от 13 февраля 2009 на Wayback Machine «Водоснабжение. Наружные сети и сооружения», водоприемные сооружения (чаще употребим: подземный источник водоснабжения) подразделяются на:
- Водозаборные скважины (чаще употребим термин: артезианская скважина) для добычи артезианской воды;
- Шахтные колодцы для добычи по большей части грунтовых вод;
- Горизонтальные водозаборы, которые в свою очередь подразделяются на:
  - траншейные сооружения используются для сравнительно небольшого водопотребления при малой глубине залегания подземных вод;
  - галерейные (собственно галереи и штольни), которые применяются для постоянного водоснабжения относительно крупных водопотребителей, сооружаемые при значительной глубине залегания водоносных горизонтов;
  - кяризы — примитивно устроенные водозаборные сооружения, применяемые для сельскохозяйственного водоснабжения и орошения небольших земельных участков в полупустынных районах с невыдержанным залеганием водоносных горизонтов;
- Комбинированные водозаборы;
- Лучевые водозаборы применяются для более полного захвата подземной воды — комбинация шахтного колодца с горизонтальными буровыми скважинами, заложенными в разные стороны водоносного пласта;
- Каптажи родников;

### Поверхностные источники водоснабжения
Поверхностные источники для водоснабжения подразделяются на:
- Речные — водоотбор из реки;
- Водохранилищные — водоотбор из водохранилища;
- Озерные — водоотбор из озера;
- Морские — водоотбор из моря.

Для поверхностных источников выделяют, следующие виды водозаборных сооружений:
- Береговые водозаборные сооружения применяются при относительно крутых берегах реки, представляет собой бетонный или железобетонный колодец большого диаметра, вынесенный передней стенкой в реку. Вода поступает в него через отверстия, защищенные решётками, а затем проходит через сетки, осуществляющие грубую механическую очистку воды.
- Русловые водозаборные сооружения применяются обычно при пологом береге, имеют оголовок, вынесенный в русло реки. Конструкции оголовков весьма разнообразны. Из оголовка вода подаётся по самотёчным трубам к береговому колодцу; последний часто совмещен с насосной станцией первого подъёма.
- Плавучие водозаборные сооружения — это понтон или баржа, на которых устанавливаются насосы, забирающие воду непосредственно из реки. На берег вода подаётся по трубам (с подвижными стыками), уложенным на соединительном мостике.
- Ковшовые водозаборные сооружения. Вода поступает из реки сначала в расположенный у берега ковш (искусственный залив), в конце которого размещается собственно В. с. Ковш используется для осаждения насосов, а также для борьбы с ледовыми помехами — шугой и глубинным льдом.

## Зона санитарной охраны (ЗСО) источника водоснабжения
Зона санитарной охраны (ЗСО) источников водоснабжения регламентируется СанПиН 2.1.4.1110-02 Архивная копия от 1 февраля 2009 на Wayback Machine «2.1.4. ПИТЬЕВАЯ ВОДА И ВОДОСНАБЖЕНИЕ НАСЕЛЕННЫХ МЕСТ. Зоны санитарной охраны источников водоснабжения и водопроводов питьевого назначения».
ЗСО состоит из 3-х поясов:
- первого пояса — зона строгого режима обносится глухим забором, устанавливаются знаки охраны.
- второго пояса — зона по бактериологическому загрязнению.
- третьего пояса — зона по химическому загрязнению.

Зона санитарной охраны 2-го и 3-го поясов определяется расчетным путём.

## Нормативно-технические документы, стандарты
- ГОСТ 26966-86 (СТ СЭВ 4467-84) Сооружения водозаборные, водосборные и затворы. Термины и определения. Water intake and outlet works and gates. Terms and definitions.
- СП 31.13330.2012 Архивная копия от 15 июля 2016 на Wayback Machine Водоснабжение. Наружные сети и сооружения. Актуализированная редакция СНиП 2.04.02-84 (с Изменениями N 1, 2).
- ГОСТ 2761-84 Архивная копия от 4 марта 2009 на Wayback Machine: Источники централизованного хозяйственно-питьевого водоснабжения. Гигиенические, технические требования и правила выбора. Sources of centralized economic-drinking water supply. Sanitary and technical requirements and rules of selection

(список не полный)